# Aeroportul Lincoln
Aeroportul Lincoln (IATA: LNK, ICAO: KLNK, FAA LID: LNK) este un aeroport din Comitatul Lancaster, Nebraska, Nebraska, Statele Unite ale Americii ce deservește zona Lincoln. Aeroportul a fost tranzitat în 2019 de 333.422 de pasageri.
Situat la o altitudine de 372 m, aeroportul dispune de 3 piste.

## Infrastructură

### Piste
Aeroportul dispune de 3 piste: 
- pista 14/32 din asfalt, cu dimensiunile 8.649 picioare × 150 picioare
- pista 17/35, cu dimensiunile 5.800 picioare × 100 picioare
- pista 18/36, cu dimensiunile 12.901 picioare × 200 picioare